# Suzy McKee Charnas
Œuvres principales
- Un vampire ordinaire

Suzy McKee Charnas, née le 22 octobre 1939 à New York et morte le 2 janvier 2023 au Nouveau-Mexique, est un auteur américain de romans et de nouvelles, principalement de science-fiction et de fantasy. 
Elle est essentiellement connue pour le roman Un Vampire Ordinaire, dont le premier chapitre, The Ancient Mind at Work, a été dans un premier temps publié comme une nouvelle indépendante. Elle a plusieurs fois été récompensée, par un prix Hugo, un prix Nebula, un prix James Tiptree, Jr. et un prix Mythopoeic. 

## Récompenses
Suzy McKee Charnas a été récompensée par le prix Hugo de la meilleure nouvelle courte 1990 pour Nibbards, le prix Nebula du meilleur roman court 1980 pour Un vampire ordinaire, le prix James Tiptree, Jr. 1999 pour The Conqueror's Child et le prix Mythopoeic 1994 pour une œuvre fantasy destinée à la jeunesse pour The Kingdom of Kevin Malone.
Elle a également été sélectionnée pour le prix Hugo de la meilleure nouvelle longue en 1997 pour Beauty and the Opéra or The Phantom Beast ; pour les prix Locus du meilleur roman de fantasy en 1981 pour Un vampire ordinaire et 1986 pour The Bronze King, pour le prix Locus de la meilleure nouvelle longue en 1980, 1981, 1997 et 2010, pour le prix Locus de la meilleure nouvelle courte pour Boobs en 1990, pour le prix Locus du meilleur roman court en 1981 pour Un vampire ordinaire, pour le prix Locus du meilleur roman de science-fiction en 2000 pour The Conqueror's Child ; pour le prix Nebula de la meilleure nouvelle longue en 1986 pour Listening to Brahms et pour le prix Nebula de la meilleure nouvelle courte en 1989 pour Boobs.

## Œuvres

### The Holdfast Chronicles
1. (en) Walk to the End of the World, 1974
2. (en) Motherlines, 1978
3. (en) The Furies, 1994
4. (en) The Conqueror's Child, 1999

### Sorcery Hall
1. (en) The Bronze King, 1985
2. (en) The Silver Glove, 1988
3. (en) The Golden Thread, 1989

### Romans indépendants
- Un vampire ordinaire, Robert Laffont, 1982 ((en) The Vampire Tapestry, 1980)
- (en) Dorothea Dreams, 1986
- (en) The Kingdom of Kevin Malone, 1993
- (en) The Ruby Tear, 1997
- (en) Strange Seas, 2001

### Recueils de nouvelles
- (en) Moonstone and Tiger-Eye, 1992
- (en) Stagestruck Vampires, 2004

### Ouvrages non fictifs
- (en) Music of the Night, 2001
- (en) My Father's Ghost, 2002

### Principales nouvelles
- (en) Scorched Supper on New Niger, 1980
- (en) Listening to Brahms, 1988
- Nibbards, 1993 ((en) Boobs, 1989)in volume Territoires de l'inquiétude - 7 - Prix Hugo de la meilleure nouvelle courte 1990
- (en) Beauty and the Opera or the Phantom Beast, 1996
- (en) Peregrines, 2004